# Nombre (derecho)
El nombre es un atributo de la personalidad, el modo de individualizar a una persona dentro de una comunidad determinada, para el ejercicio de sus derechos. En las personas naturales, el nombre es uno de los derechos fundamentales, desde el nacimiento, y se integra al sujeto de derecho durante toda su existencia y continúa incluso después de su muerte.

## Nombre en las personas naturales
El nombre en las personas naturales comprende:
- El nombre propio o nombre de pila: Es el que coloca la persona que inscribe a un menor de edad en la oficina del Registro Civil, y sirve para distinguirlo(a) jurídicamente de los restantes hijos de los mismos padres (individualización). Se le denominó así, nombre de pila, ya que antiguamente era el nombre que se atribuía en el momento de realizar el sacramento católico del bautismo, en la pila bautismal.
- El nombre patronímico o apellido: Es el nombre de la familia que distingue a la persona del resto de los integrantes de la sociedad, con diversos formatos según las culturas: en Colombia, por ejemplo, la elección del orden de apellidos depende del acuerdo que exista entre los padres del menor o recién nacido, aunque existen algunas normas que limitan estas elecciones; en otros lugares, como Suiza, la elección del apellido se deja al libre arbitrio de los padres o de aquellas personas con potestad para imponerlo (como los abuelos), aunque también establecen reglas especiales que predeterminan el apellido de la persona.

## Nombre en las personas jurídicas
El nombre en las personas jurídicas queda definido en el acta o escritura de constitución de la misma. Así, en las sociedades civiles y comerciales, el nombre se llama denominación o razón social.

## Funciones del nombre
El nombre del individuo tiene las funciones de particularización o individualización, por la cual apenas solo aquella persona pueda ser reconocida con aquel nombre; y de identificación - donde el nombre tiene una atribución social que permite identificar, por un nombre, el individuo que lo posee.

## Garantías
El nombre civil presúmese constituido para toda la vida del individuo y, apósela, como registro de su existencia. Por su importancia primordial, es objeto de varias garantías, como: inmutabilidad, imprescriptibilidad, inalienabilidad, inestimabilidad, irrenunciabilidad y, finalmente, intransmisibilidad.

## Características
El nombre civil, por norma, es inmutable: una vez consignado en el registro civil, no puede ser alterado. Esta regla sufre algunas excepciones, más o menos rígidas conforme a cada legislación nacional. Las excepciones clásicas son el uso del sobrenombre del marido por parte de la esposa y la corrección de grafía, prevista por ejemplo en Brasil por la Ley de Registro Civil de 1973. Los nombres no respetan reglas ortográficas.
Pueden ser alterados los nombres que causen vergüenza a su portador, o degradantes y equívocos respecto del sexo, criterios muy variables según la época, hasta las que imponen una serie de nombres confesionales de una religión (por ejemplo, nombres del santoral católico). Otras hipótesis abarcan la incorporación de apodos (por ejemplo, Luís Inácio "Lula" da Silva, Maria das Graças "Xuxa" Meneghel etc.), adquiridos por Usucapión (como las exesposas que, habiéndose hecho famosas con el sobrenombre de los exmaridos, permanecen con su apodo como: Luiza Brunet, Márcia Goldschmidt).
La evolución del Derecho admite, en diversas legislaciones, el cambio del prenombre registrado en casos de cambio de sexo.
Imprescriptibilidad
El derecho al nombre y el derecho de ejercer su defensa no decaen con el tiempo. Al contrario de otros derechos que, una vez que no son ejercidos temporalmente, dejan de poder ser reclamados, o nombre permanece al infinito.
Inalienabilidad e inestimabilidad
El nombre no puede ser objeto de negocio; nadie puede disponer de su nombre para transferirlo o retirarlo, mediante pago. El nombre de alguien no se vende.
Por otro lado, el valor del nombre civil es inestimable, es decir, es imposible atribuirle un valor, al contrario de lo que ocurre con las marcas comerciales.
Intransmisibilidad e irrenunciabilidad
Por intransmisibilidad del nombre no se entiende el derecho de atribuir al descendente el sobrenombre la misma homónima con diferencias (ex: Fulano de Tal Hijo; Júnior; Neto; etc.), sino el derecho de usar aquel nombre que no se transmite.
Nadie puede renunciar a su propio nombre. Una vez nombrado, el individuo se ve obligado a usar el nombre durante toda su vida. En el caso de que la persona no le guste su propio nombre esto no constituye causa jurídicamente válida para el cambio de este.

## Régimen Jurídico en Argentina
Con la sanción del nuevo Código Civil y Comercial de la Nación, el nombre de las personas que estaba regulado en la ley 18.248 se actualiza y se fundamenta en base al derecho a la identidad, a la autonomía de la voluntad y a la igualdad. Se mantiene la inmutabilidad del nombre, pero se flexibilizan las normas sobre su modificación. En el Libro Primero, Parte General, Título I, Capítulo 4 se regula el nombre, en los artículos 62 al 72. 
Las modificaciones introducidas son las siguientes:
- El hijo matrimonial lleva el primer apellido de alguno de los cónyuges; en caso de no haber acuerdo, se determina por sorteo realizado en el Registro del Estado Civil y Capacidad de las Personas. A pedido de los padres, o del interesado con edad y madurez suficiente, se puede agregar el apellido del otro (art. 64).
- Todos los hijos de un mismo matrimonio deben llevar el apellido y la integración compuesta que se haya decidido para el primero de los hijos (art. 64).
- El hijo extramatrimonial con un solo vínculo filial lleva el apellido de ese progenitor. Si la filiación de ambos padres se determina simultáneamente, se aplica el primer párrafo del mismo artículo (art. 64). Si la segunda filiación se determina después, los padres acuerdan el orden; a falta de acuerdo, el juez dispone el orden de los apellidos, según el interés superior del niño (art. 64).
- Cualquiera de los cónyuges puede optar por usar el apellido del otro, con la preposición “de” o sin ella (art. 67). La persona divorciada o cuyo matrimonio ha sido declarado nulo no puede usar el apellido del otro cónyuge, excepto que, por motivos razonables, el juez la autorice a conservarlo (art. 67). El cónyuge viudo puede seguir usando el apellido del otro cónyuge mientras no contraiga nuevas nupcias, ni constituya unión convivencial (art. 67).
- El cambio de prenombre o apellido sólo procede si existen justos motivos a criterio del juez. Se considera justo motivo, de acuerdo a las particularidades del caso, entre otros, a: a) el seudónimo, cuando hubiese adquirido notoriedad; b) la raigambre cultural, étnica o religiosa; c) la afectación de la personalidad de la persona interesada, cualquiera sea su causa, siempre que se encuentre acreditada.
- Se consideran justos motivos, y no requieren intervención judicial, el cambio de prenombre por razón de identidad de género y el cambio de prenombre y apellido por haber sido víctima de desaparición forzada, apropiación ilegal o alteración o supresión del estado civil o de la identidad (art. 69). Norma Complementaria Segunda: “Se consideran justos motivos y no requieren intervención judicial para el cambio de prenombre y apellido, los casos en que existe una sentencia de adopción simple o plena y aun si la misma no hubiera sido anulada, siempre que se acredite que la adopción tiene como antecedente la separación del adoptado de su familia biológica por medio del terrorismo de Estado.” (Corresponde al artículo 69 del Código Civil y Comercial de la Nación).[6]